# Negerliv i Nigeria
|  | Denne artikel er oprettet af botten Steenthbot ud fra en ekstern database. Den kan derfor have sproglige fejl eller mangler. Denne skabelon kan fjernes efter kontrol af indholdet. |

Negerliv i Nigeria er en dansk dokumentarfilm fra 1941 instrueret af Ernst J. Engskov efter eget manuskript.

## Handling
Bachamaernes landsbyer ved Benue-floden - "Barnepige" - Markedspladsen i Farai - Forskellige typer af negre - Rituelle danse ved festerne før markarbejdets påbegyndelse - Dyrkning af majs, kassava og durra - Tærskning, rensning, afskalning og maling af durra til mel - Indkøb på markedet - Tilberedning af et måltid - Måltidet.